# Dypsis rivularis
Dypsis rivularis — вид рода Дипсис (Dypsis) семейства Пальмовые (Arecaceae). Вид распространён только на Мадагаскаре. Находится под угрозой уничтожения среды обитания.